# Agaeocera gentilis
Agaeocera gentilis är en skalbaggsart som först beskrevs av Horn 1885.  Agaeocera gentilis ingår i släktet Agaeocera och familjen praktbaggar. Utöver nominatformen finns också underarten A. g. gentilis.